# Krajina

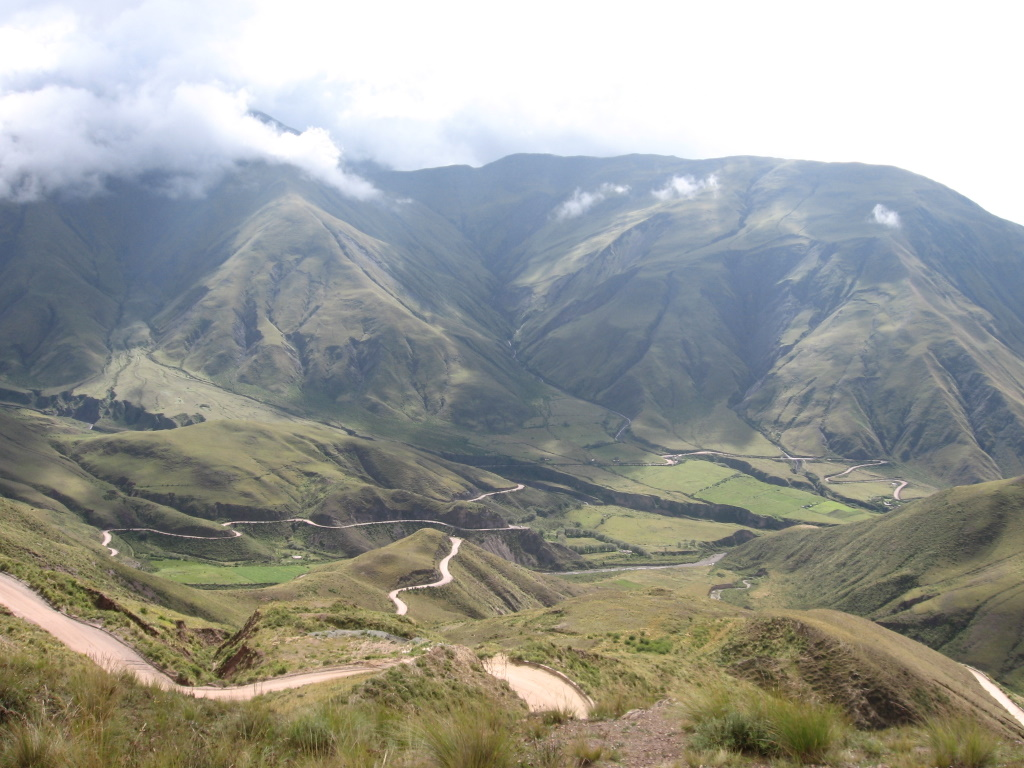
Krajina

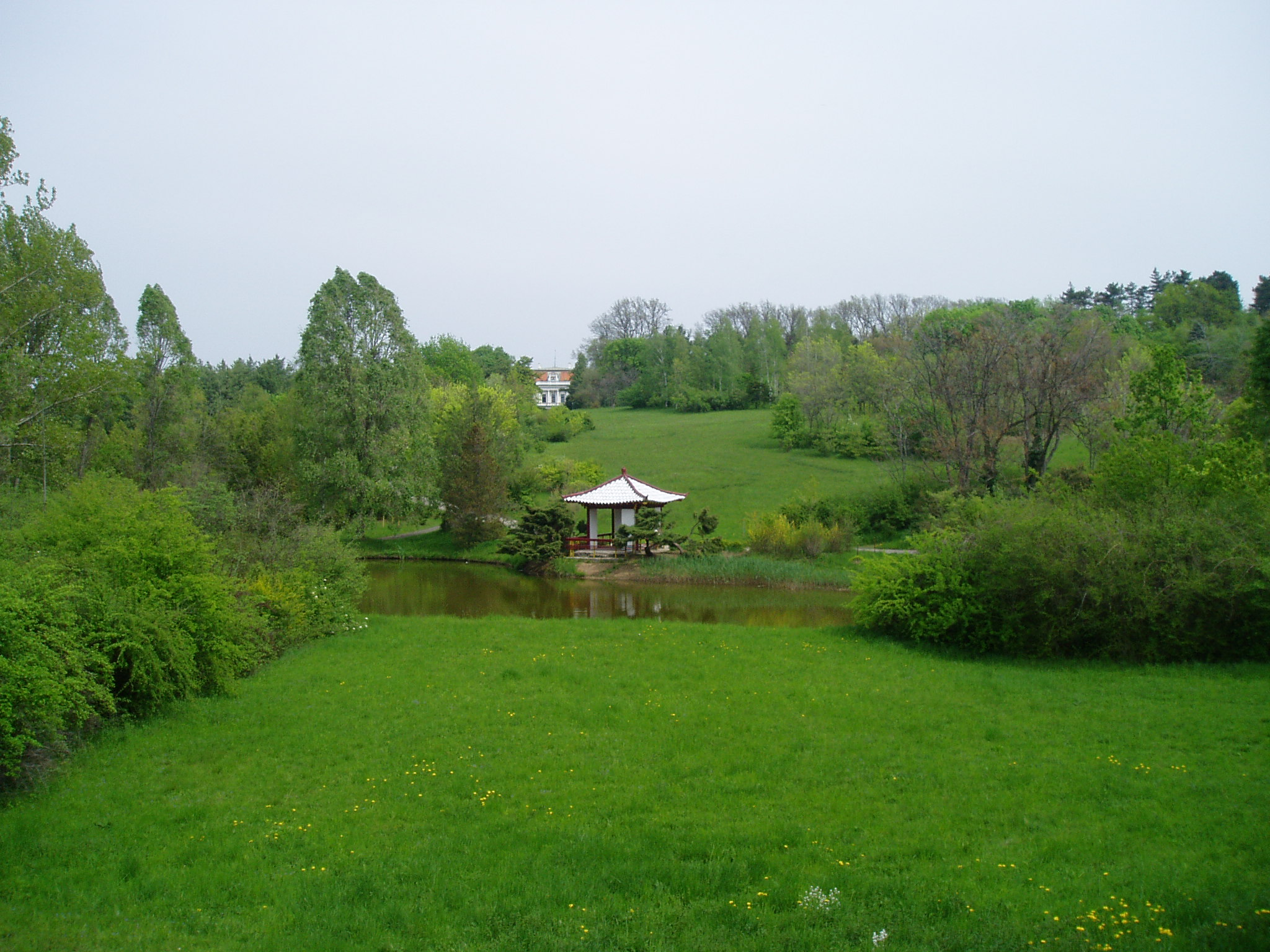
Arboretum Tesárske Mlyňany, Slovensko

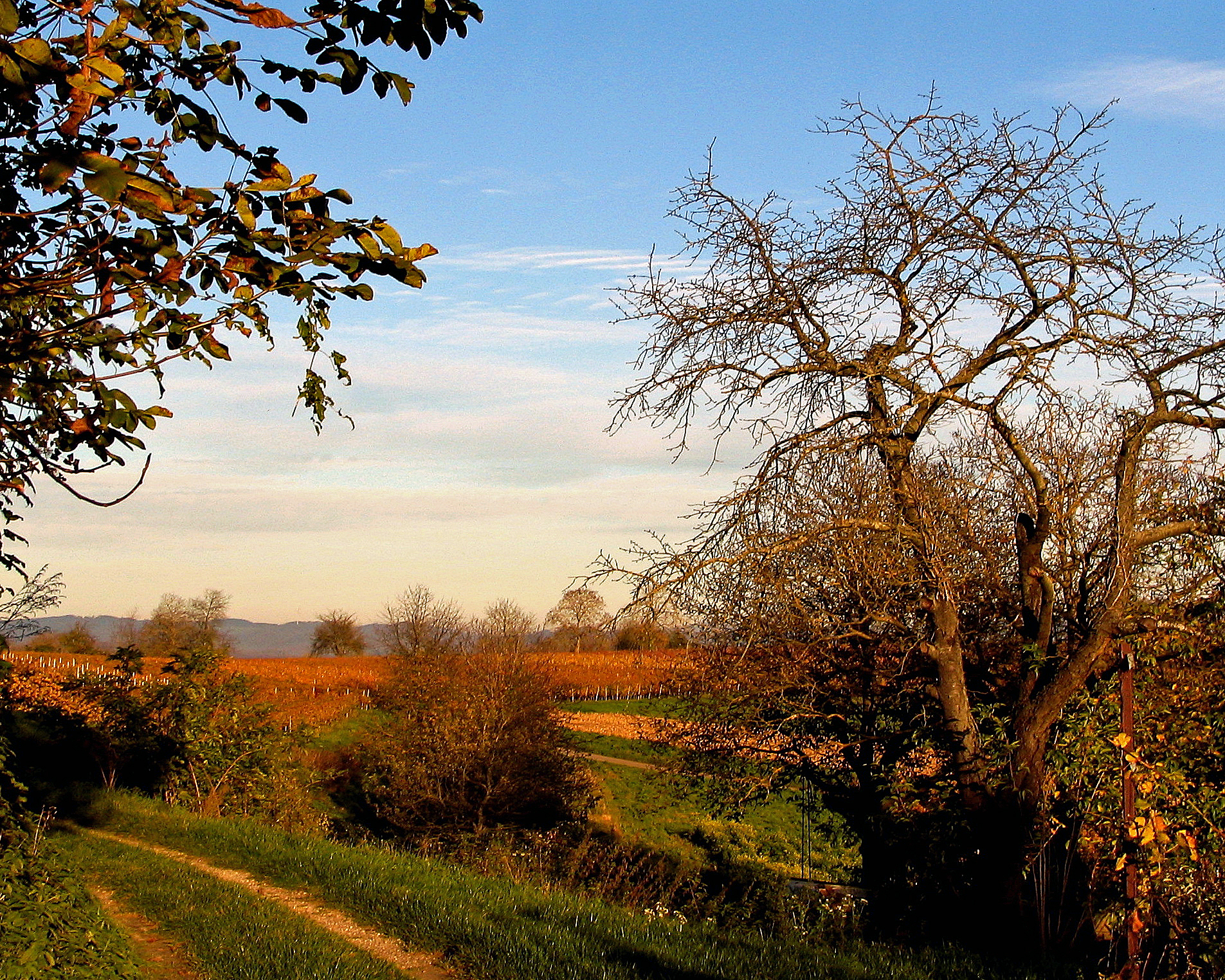
Podzimní krajina

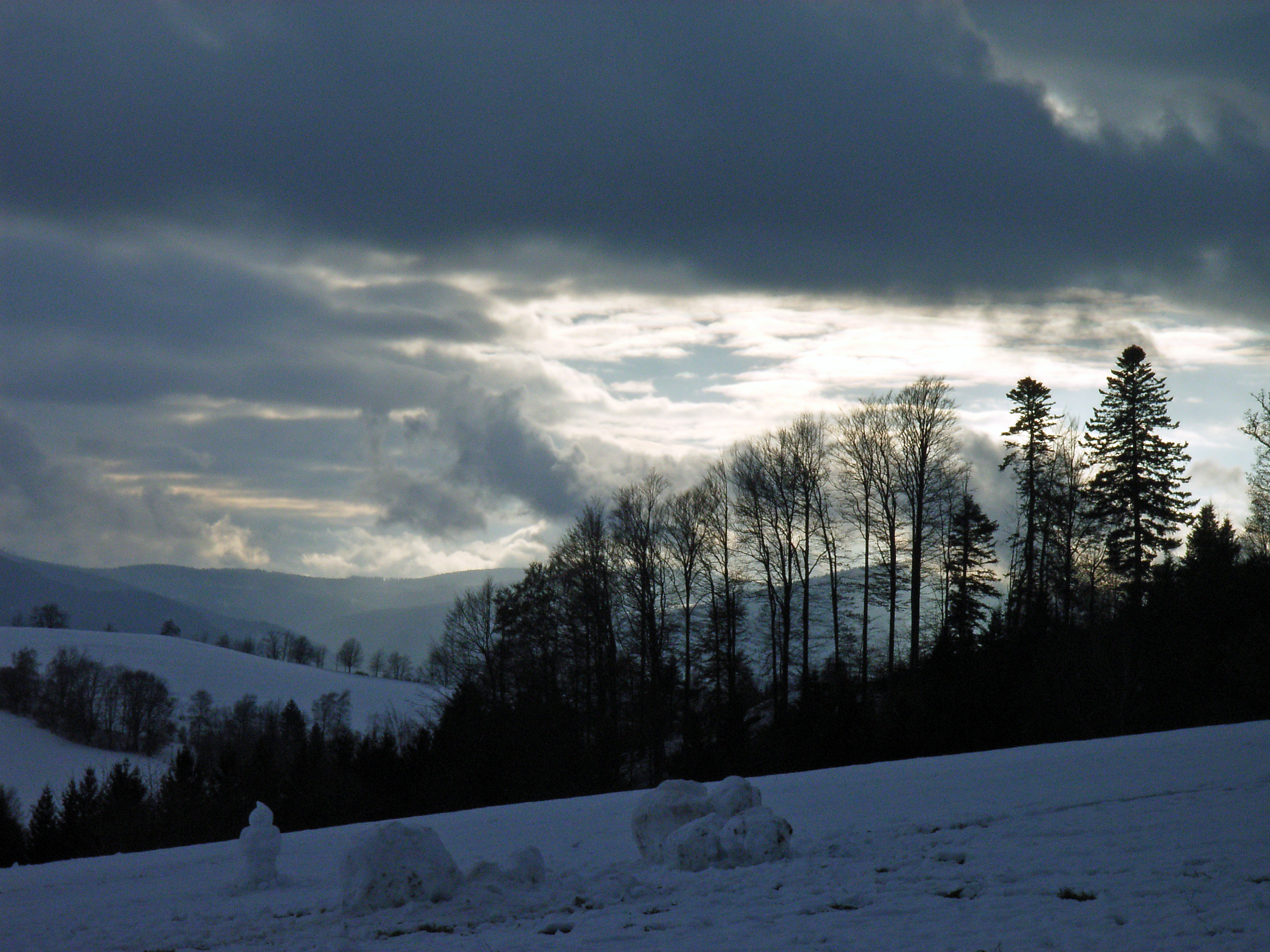
Zimní krajina

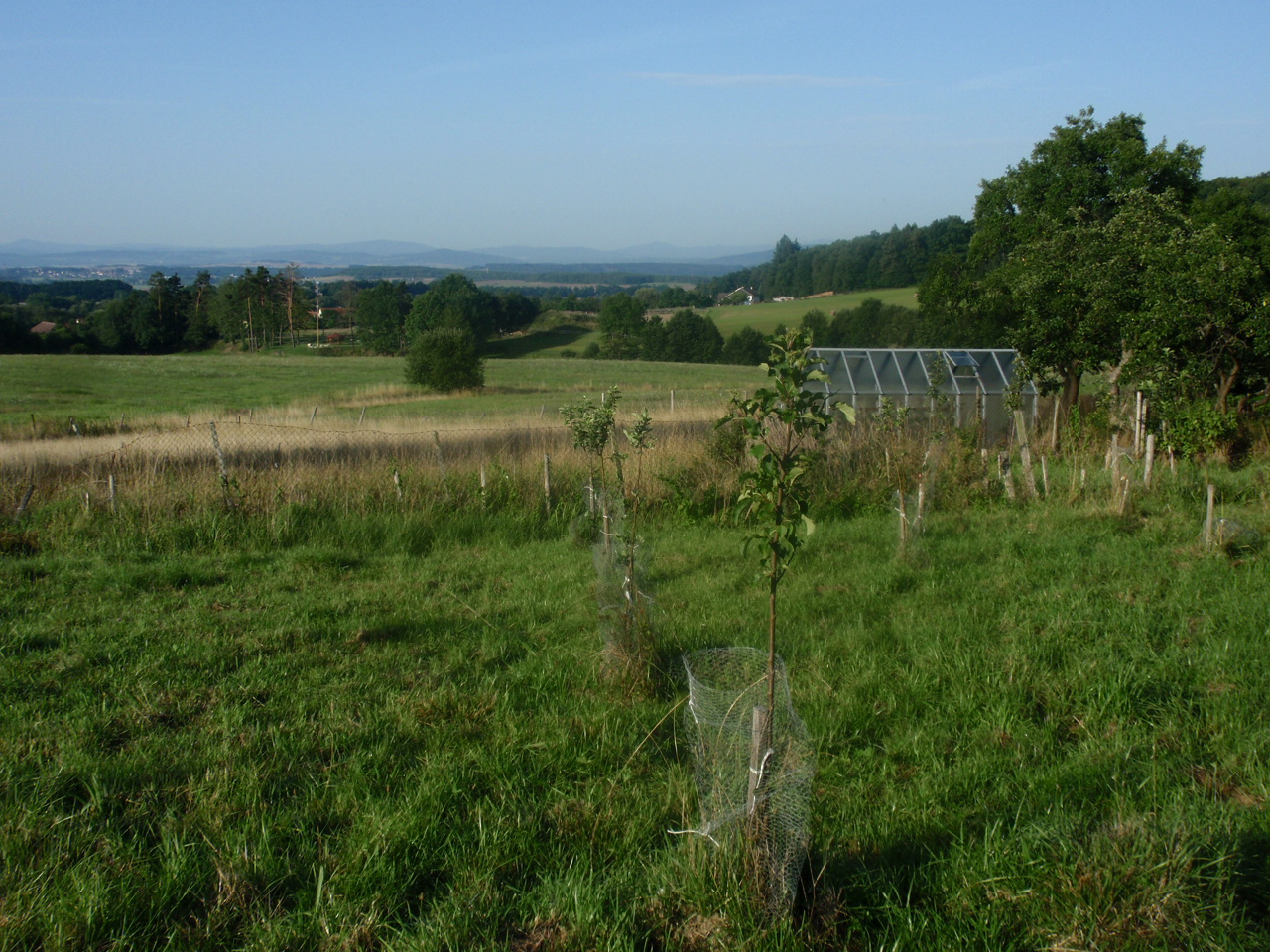
Krajina v srpnu

Krajina je pojem pro vybranou část zemského povrchu s typickou kombinací přírodních a kulturních prvků a charakteristickou scenérií.

## Geografie
Geografická krajina je dokonalým výřezem krajinné sféry. K základním složkám krajiny patří reliéf, půda, vodstvo, klima, vegetační pokryv, zvířena a člověk. Jako přírodní krajina se nazývá území nedotčené lidskou činností, v němž dominují přirozené prvky, takových oblastí však na Zemi zbývá velmi málo.[zdroj?] V současnosti převládá kulturní krajina vzniklá přetvořením původní přírodní krajiny činností člověka.

## Ekologie
Krajina je z hlediska ekologie ucelený systém, jehož popis v sobě propojuje problematiku mnoha oborů. V krajině na sebe působí přírodní a člověkem utvářené složky. Sousedící ekosystémy jsou vazbami propojeny do vyšších systémů a navzájem se ovlivňují i na velikou vzdálenost. Pro člověka je krajina prostorem, kde chce realizovat širokou paletu potřeb – od získávání potravy a materiálu pro oděv a obydlí, stavbu sídel, po rekreaci a estetické zážitky, inspiraci. Aby mohly být uspokojovány tyto různorodé potřeby zároveň, nelze krajinu využívat živelně. Neuváženým zásahům, které by mohly mít na krajinu negativní a nevratné důsledky, mají předcházet nástroje k plánování využití krajiny (územní plánování, pozemkové úpravy) a k její ochraně (územní systémy ekologické stability, chráněné oblasti, Natura 2000).
Pro účely Evropské úmluvy o krajině „krajina“ znamená část území, tak jak je vnímána obyvatelstvem, a jejíž charakter je výsledkem činnosti a vzájemného působení přírodních a/nebo lidských faktorů.

### Krajinářství
V rámci ekologie se pod pojmem krajinářství myslí komplexní péče o krajinu. To zahrnuje řadu aspektů krajinotvorby (projekčních, provozních, výzkumných, plánovacích a správních atd). V České republice představuje krajinářství specifický obor a studuje se například na Fakultě životního prostředí ČZU. 

## Výtvarné umění
V kontextu výtvarného umění se slovo krajina používá pro malířské zobrazení krajiny pomocí malby či kresby. Jeho vytvářením se zabývá krajinomalba. Pro zobrazení měst v krajině se používá termín veduta. Existuji i další abstraktní přenesené významy, např. krajiny ducha nebo krajiny srdce, sousloví obvykle vyjadřuje nějakou imaginární krajinu v naší mysli. Slovo krajina také v hovorové mluvě občas splývá s také obecným významem slova kraj – je používáno jako hovorové synonymum (třeba pro nějaké blíže nespecifikované území).